# Inge Howe

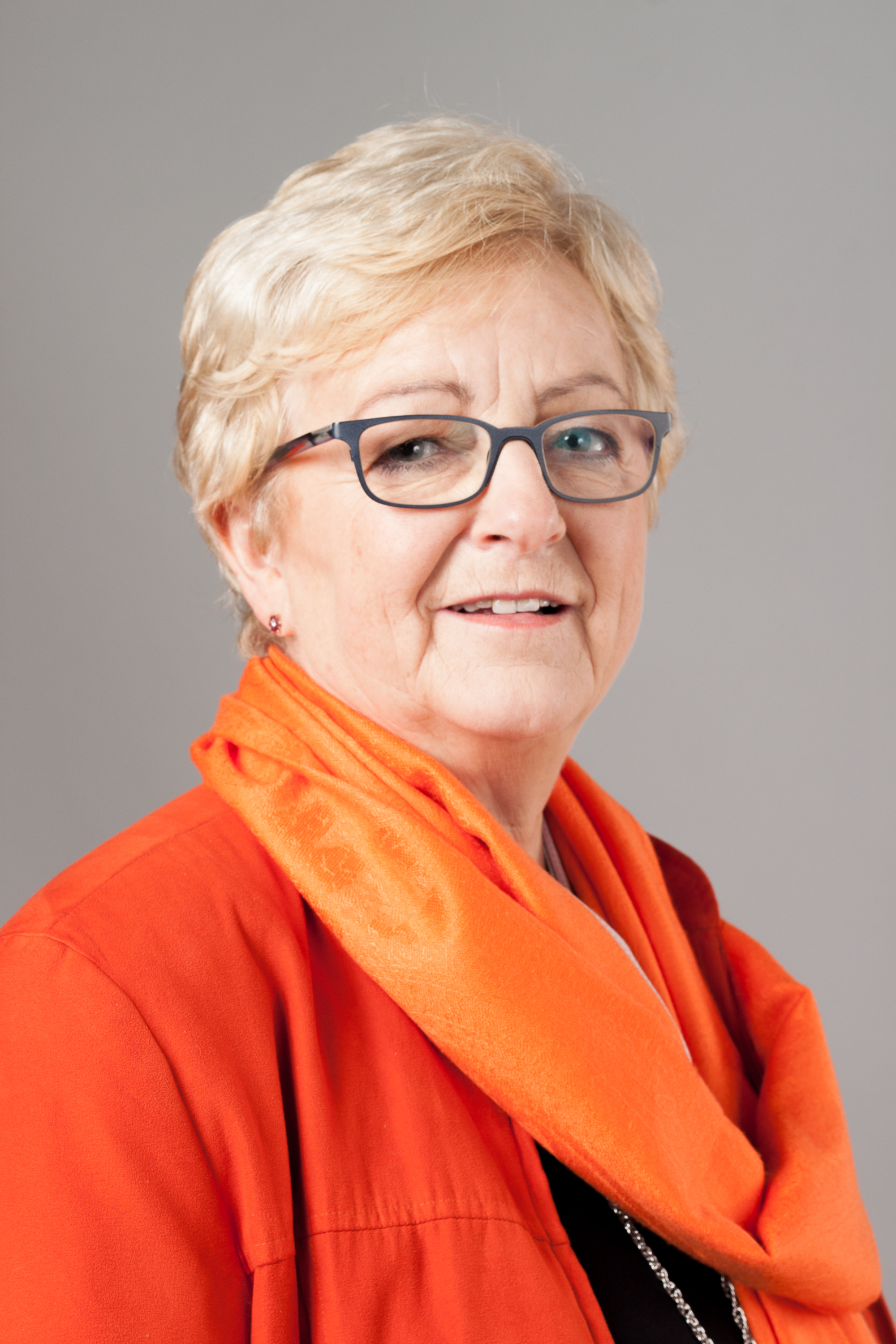
Inge Howe (2013)

Inge Howe (* 23. Mai 1952 in Lavelsloh, Landkreis Nienburg/Weser) ist Krankenschwester und war von 2000 bis 2017 als Mitglied der SPD Abgeordnete im Landtag von Nordrhein-Westfalen.

## Leben
1966 schloss sie die Volksschule ab. 1969 erlangte sie die Fachhochschulreife. 1968 absolvierte sie eine hauswirtschaftliche und pflegerische Grundausbildung in der evangelischen Pflegevorschule. 1969 bis 1972 erhielt sie eine Ausbildung zur Krankenschwester. 1972 legte sie ihr Staatsexamen ab. Ab 1. November 1977 wurde ihr eine Stationsleitung im Klinikum Minden übertragen. Ab 1985 war sie hier stellvertretende Pflegedienstleitung, seit 1990 übernahm sie die Pflegedienstleitung in der Kinderklinik.
Ab 1. August 1988 war sie freigestelltes Personalratsmitglied, seit 1. Juni 1990 Personalratsvorsitzende. Ab 1. Oktober 1998 unternahm sie ein berufsbegleitendes Studium des Gesundheitswesens im Bereich Pflegemanagement. Im Oktober 2000 legte sie hier ihr Vordiplom ab.
Howe ist seit 1990 Mitglied der SPD. Von 1994 bis 1998 war sie Mitglied des SPD-Unterbezirksvorstandes bzw. geschäftsführenden Unterbezirksvorstandes Minden-Lübbecke. 1998 wurde sie zur stellvertretenden Vorsitzenden des SPD-Unterbezirks Minden-Lübbecke gewählt. Seit November 1998 ist Howe Mitglied im Parteirat der SPD.
Sie ist seit 1986 Mitglied der ÖTV/Ver.di. Seit 1990 ist sie im Kreisvorstand Minden-Lübbecke und im Bezirksvorstand NRW der Ver.di tätig. Hier arbeitet sie in der Tarifkommission Krankenhäuser mit. Seit 2000 ist sie Mitglied der Arbeiterwohlfahrt, hier seit 2004 im Bezirksvorstand Ostwestfalen-Lippe.
Howe zog erstmals 2000 für den Landtagswahlkreis Minden-Lübbecke III als direkt gewählte Abgeordnete in den Landtag Nordrhein-Westfalen ein. 2005 erfolgte ihre Wiederwahl in den Landtag als Direktkandidatin für den Wahlkreis Minden-Lübbecke II. Sie war Mitglied im Ausschuss für Arbeit, Gesundheit und Soziales und stellvertretende Vorsitzende des Petitionsausschusses. Für den Landtagswahlkreis Minden-Lübbecke II wurde sie bei der Landtagswahl in Nordrhein-Westfalen 2010 mit 46 Prozent der Stimmen erneut wiedergewählt. Bei der Landtagswahl 2012 gewann sie ihren Wahlkreis Minden-Lübbecke II mit 47,3 Prozent gegen Kirstin Korte von der CDU. 2017 kündigte sie an, nach 17 Jahren im Landtag nicht wieder anzutreten und schied aus dem Landtag aus.
Sie war Mitglied der 14. Bundesversammlung, die am 30. Juni 2010 Christian Wulff zum Nachfolger von Horst Köhler im Amt des Bundespräsidenten bestimmte. Ferner ist sie seit dem 26. November 2010 im Rundfunkrat des Westdeutschen Rundfunks vertreten.
Howe ist verheiratet und hat ein Kind.